# Gastroenterologie
Gastroenterologia este specialitatea medicală care se ocupă cu prevenirea, depistarea, diagnosticarea și tratarea bolilor tubului digestiv și ale organelor anexe (esofagului, stomacului, duodenului, intestinului subțire, colonului, ficatului, vezicii biliare, pancreasului). Termenul de gastroenterologie cuprinde și hepatologie, pancreatologie, endoscopie digestivă.